# Château de Peel
Pour les articles homonymes, voir Peel tower et Château de Piel.
Le château de Peel est un château médiéval construit à Peel, sur la petite île de Saint-Patrick, reliée par une chaussée à l'île de Man. Cet ensemble important surplombe le port de Peel. On peut y voir une tour et les ruines d'une église construites au XIe siècle. La cathédrale date du XIIIe siècle.

## Histoire
Le site du château de Peel, sur l'île de Saint-Patrick, est occupé depuis la préhistoire. Il est voué au culte chrétien dès le VIe siècle. À la fin du VIIIe siècle, les Vikings, païens, s'y établissent, puis, lorsque Godred Crovan, roi de Man, unifie le royaume de Man et des îles Hébrides, le château devient le siège du pouvoir mannois.
Le château est entouré d'enceintes qui incluent l'église Saint-Patrick et la Tour ronde, érigées à partir du XIe siècle. Le château abrite alors les appartements des seigneurs de l'île de Man. Lorsque la Couronne d'Angleterre reprend le pouvoir sur l'île en 1765, le château est abandonné et tombe progressivement en ruine jusqu'au milieu du XIXe siècle.
Jusqu'au XIIIe siècle, le château de Peel est le centre de la vie politique sur l'île de Man. Puis le pouvoir est transféré à Château-Rushen, faisant de Castletown la nouvelle capitale de l'île.

## Fonctions

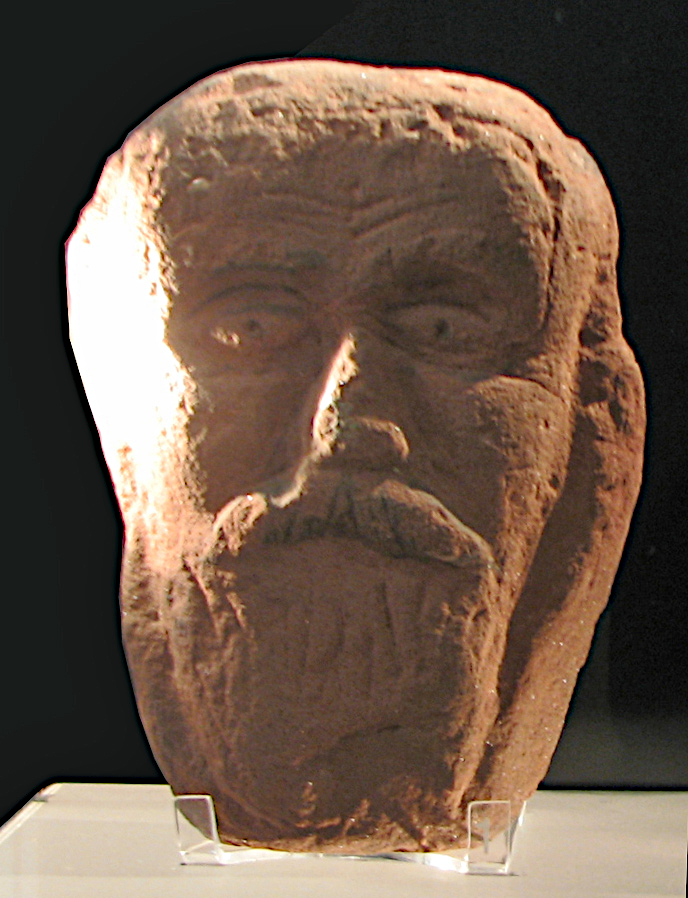
Visage d'homme découvert au château de Peel, exposé au Manx Museum.

Le château de Peel a essentiellement une fonction défensive et a été construit à l'origine pour se prémunir des attaques venues de la mer. Il présente pourtant des lacunes défensives dans le cas d'une attaque venue des terres, et notamment des hauteurs de la colline de Peel. Des découvertes archéologiques ont révélé qu'un rempart de pierre de l'époque celto-norroise avait été rehaussé par un mur de tourbe au Moyen Âge.
Il ne semble pas que l'ensemble de Saint-Patrick ait été entouré par ces remparts, même si des archéologues ont tenté de les localiser au nord et au sud de l'île.

## Personnalités liées au château
- Olaf II de Man, roi de Man, mort au château le 21 mai 1237.
- Edward Christian, gouverneur de l'île de Man, emprisonné au château où il meurt en janvier 1661.

## Dans les lettres
Un passage du roman historique Peveril du Pic de Walter Scott (1823) a pour cadre le château de Peel. La plage de Fenella, au pied de la chaussée, tient son nom d'un personnage du roman.

## Dans la tradition
Le château serait hanté par le Moddey Dhoo, un chien noir fantôme.

## Sources